# 雪杖

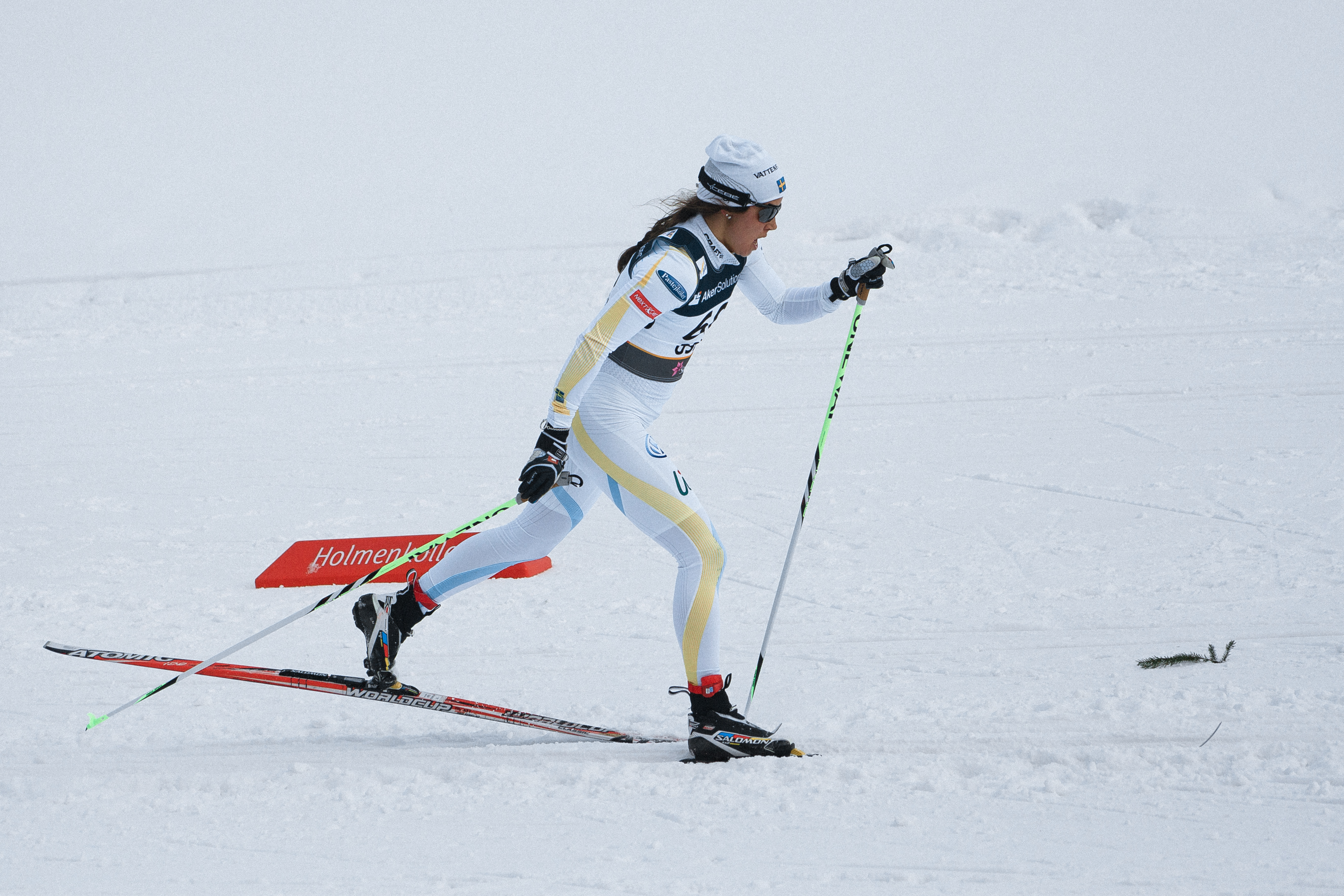
安娜·哈格正使用滑雪杖进行越野滑雪

雪杖又稱滑雪杖、滑雪杆、滑雪棒，是滑雪者在滑雪時用于平衡和向前推进的工具，亦可以用於轉向前輔助身體升起，舒緩對大腿的依靠，和建立一定的節奏。大部分滑雪杖是由铝和碳纤维制成，但仍有滑雪杖是由竹子等材料制成。滑雪杖一般被用于高山滑雪、自由式滑雪（空中技巧除外）和越野滑雪。跳台滑雪者一般不使用滑雪杖。
由於雪杖中空，有生產商會特製可以乘酒的雪杖，供休閒滑雪者興起時祝酒之用。